# Symmediane

Dreieck mit Seitenhalbierenden (schwarz), Winkelhalbierenden (gestrichelt) und Symmedianen (rot). L = Symmedianenpunkt

So wie man eine Seitenhalbierende eines Dreiecks auch als Median bezeichnet, nennt man das Spiegelbild einer Seitenhalbierenden an der entsprechenden Winkelhalbierenden (also an der Winkelhalbierenden, die von derselben Ecke ausgeht wie die Seitenhalbierende) einen Symmedian. Der Begriff ist eine Abkürzung für „symmetrischer Median“, kommt aus dem Griechischen und bedeutet „Spiegelung an der Mittellinie“.
Die drei Symmediane eines Dreiecks schneiden einander in einem Punkt, dem so genannten lemoineschen Punkt (Lemoinepunkt), der auch Grebepunkt oder Symmedianenpunkt genannt wird. Dies lässt sich mit Hilfe des Satzes von Ceva beweisen.
Der Schnittpunkt der Symmediane ist ein nicht-kanonischer ausgezeichneter Punkt des Dreiecks.